# استیون برند
استیون برند (انگلیسی: Steven Brand؛ زادهٔ ۲۶ ژوئن ۱۹۶۹) یک هنرپیشه اهل اسکاتلند است.
از فیلم‌ها یا برنامه‌های تلویزیونی که وی در آن نقش داشته است می‌توان به پادشاه عقرب، به روسی بگو و مجرم اشاره کرد.